# Kukufeldia tilgatensis
Kukufeldia tilgatensis es la única especie conocida del género extinto Kukufeldia de Dinosaurio ornitópodo iguanodóntido, que vivió a principios del período Cretácico, hace aproximadamente 138 millones de años durante el Valanginiense, en lo que es hoy Europa. Identificado por un dentario derecho casi completo, NHMUK 28660, encontrado cerca de Cuckfield y descrito originalmente en 1848 por Gideon Mantell, fue nombrado por Andrew T. McDonald, Paul M. Barrett , y Sandra D. Chapman en 2010, y la especie tipo es Kukufeldia tilgatensis. Fue identificado originalmente como Iguanodon anglicus, pero los autores consideran al espécimen tipo de esta como nomen dubium, BMNH 2392, unos dientes encontrados en el mismo lugar, siendo no diagnósticos. El nombre genérico se refiere a Kukufeld, "Campo del cuco", el nombre de Cuckfield en el siglo XI, y el nombre específico se refiere a Tilgate. Kukufeldia se lo incluye dentro de Iguanodontia como miembro del clado Styracosterna, según la definición dada por Paul Sereno.